# Coroplast
Coroplast Fritz Müller GmbH & Co. KG eller Coroplast Group er en tysk producent af tape, klæbebånd og ledninger. Virksomhedens produkter sælges som underleverandør til forskellige industrier, bl.a. bilindustri. De har hovedkvarter i Wuppertal.